# Duren
Duren, 1,2,4,5-tetrametylobenzen – organiczny związek chemiczny z grupy węglowodorów aromatycznych. Używany jako rozpuszczalnik oraz stosowany przy produkcji tworzyw sztucznych i jako czynnik sieciujący w żywicach alkidowych.